# Py, Pyrénées-Orientales
Py (în catalană Pi) este o comună în departamentul Pyrénées-Orientales din sudul Franței. În 2009 avea o populație de 96 de locuitori.

## Evoluția populației
| An        | 1975 | 1982 | 1990 | 1999 | 2006 | 2009 |
| --------- | ---- | ---- | ---- | ---- | ---- | ---- |
| Populație | 102  | 95   | 97   | 107  | 117  | 96   |